# Jan Rayski
Jan z Rayska Rayski (Rajski) herbu Jelita (ur. przed 1730, zm. 12 stycznia 1796, Kobryń) – stolnik brzeski (w 1746), stolnik chełmski (1750–96), patron i kolator swojego zboru kalwińskiego w 1796, konsyliarz konfederacji słuckiej w 1767 roku. Żonaty dwukrotnie: od 1746 z Ludwiką Niezabytowską, a od 1763 z Jadwigą Cedrowską, córką Stefana Cedrowskiego.